# To Drive the Cold Winter Away
To Drive the Cold Winter Away é o segundo álbum de estúdio da cantora e compositora canadense Loreena McKennitt, lançado em 1987.  O álbum é composto por canções natalinas, gravadas em vários lugares: Condado de Monaghan, Irlanda, abadia beneditina de Glenstal em Limerick, Irlanda, Igreja de Nossa Senhora em Guelph, Ontário, Canadá.

## Faixas
1. "In Praise of Christmas" (Tradicional) – 6:06
2. "The Seasons" (Tradicional) – 4:55
3. "The King" (Tradicional) – 2:04
4. "Banquet Hall" (Loreena McKennit) – 3:53
5. "Snow" (Loreena McKennit/Archibald Lampman) – 5:35
6. "Balulalow" (Tradicional) – 3:09
7. "Let Us the Infant Greet" (Tradicional) – 3:46
8. "The Wexford Carol" (Tradicional) – 6:07
9. "The Stockford Carol" (Loreena McKennit) – 3:02
10. "Let All That Are to Mirth Inclined" (Tradicional) – 6:52

## Desempenho nas paradas

### Álbum
| Paradas (1994)         | Melhor posição. |
| ---------------------- | --------------- |
| Top World Music Albums | 10              |